# Ming-Na Wen
Ôn Minh Na (tiếng Trung: 溫明娜; bính âm: Wēn Míngnà, sinh ngày 20 tháng 11 năm 1963) là nữ diễn viên người Mỹ gốc Ma Cao. Cô được biết đến qua vai Melinda May trong sê-ri truyền hình Agents of S.H.I.E.L.D.. Cô cũng lồng tiếng cho nhân vật trong phim hoạt hình Disney Sofia the First và vai Mộc Lan trong Ralph Breaks the Internet.
Ôn Minh Na đã tạo nên bước đột phá trong Phúc Lạc Hội (1993) với vai Ngô Trân. Cô cũng đóng vai bác sĩ Trần Tỉnh Mai trong bộ phim truyền hình y tế ER (1995–2004). Cô cũng tham gia với vai trò là lồng tiếng trong trò chơi điện tử Kingdom Hearts II (2005), hoạt hình Sofia the First (2014) và Wreck-It Ralph 2: Phá đảo thế giới ảo (2018). Ngoài ra, Wen còn xuất hiện với vai khách mời trong bản live-action làm lại Hoa Mộc Lan (2020).

## Thời thơ ấu
Ôn Minh Na  sinh ngày 20 tháng 11 năm 1963 tại Lộ Hoàn, Ma Cao. Mẹ cô là y tá tên Ôn Trấn Linh chuyển đến Ma Cao vào giữa những năm 1960, từ Tô Châu, Trung Quốc. Cha cô là người Malaysia gốc Hoa. Cô có một người em trai tên là Jonathan.
Cha mẹ của Ôn Minh Na ly hôn khi cô còn là một đứa trẻ sơ sinh, cô cùng em trai và mẹ chuyển đến Hồng Kông. Ôn Minh Na theo học tại một trường Công giáo ở Hồng Kông, trong khi mẹ cô phải làm ba công việc để chu cấp cho cô và em trai. Mẹ cô lấy chồng mới, người Mỹ gốc Hoa tên Từ Lâm Di khi Ôn Minh Na được bốn tuổi, gia đình chuyển đến thành phố New York. Em trai Leong của cô sinh ra ở đó. Sau năm năm, mẹ và cha dượng của Wen lại tái định cư, lần này là đến khu vực Pittsburgh, Pennsylvania, nơi họ mở nhà hàng The Chinatown Inn, hiện vẫn đang hoạt động. Lớn lên ở ngoại ô Xã Mount Lebanon, Quận Allegheny, Pennsylvania, cô theo học trường Trung học Mount Lebanon và tốt nghiệp Đại học Carnegie Mellon năm 1986 chuyên ngành Sân khấu.